# Fruto seco

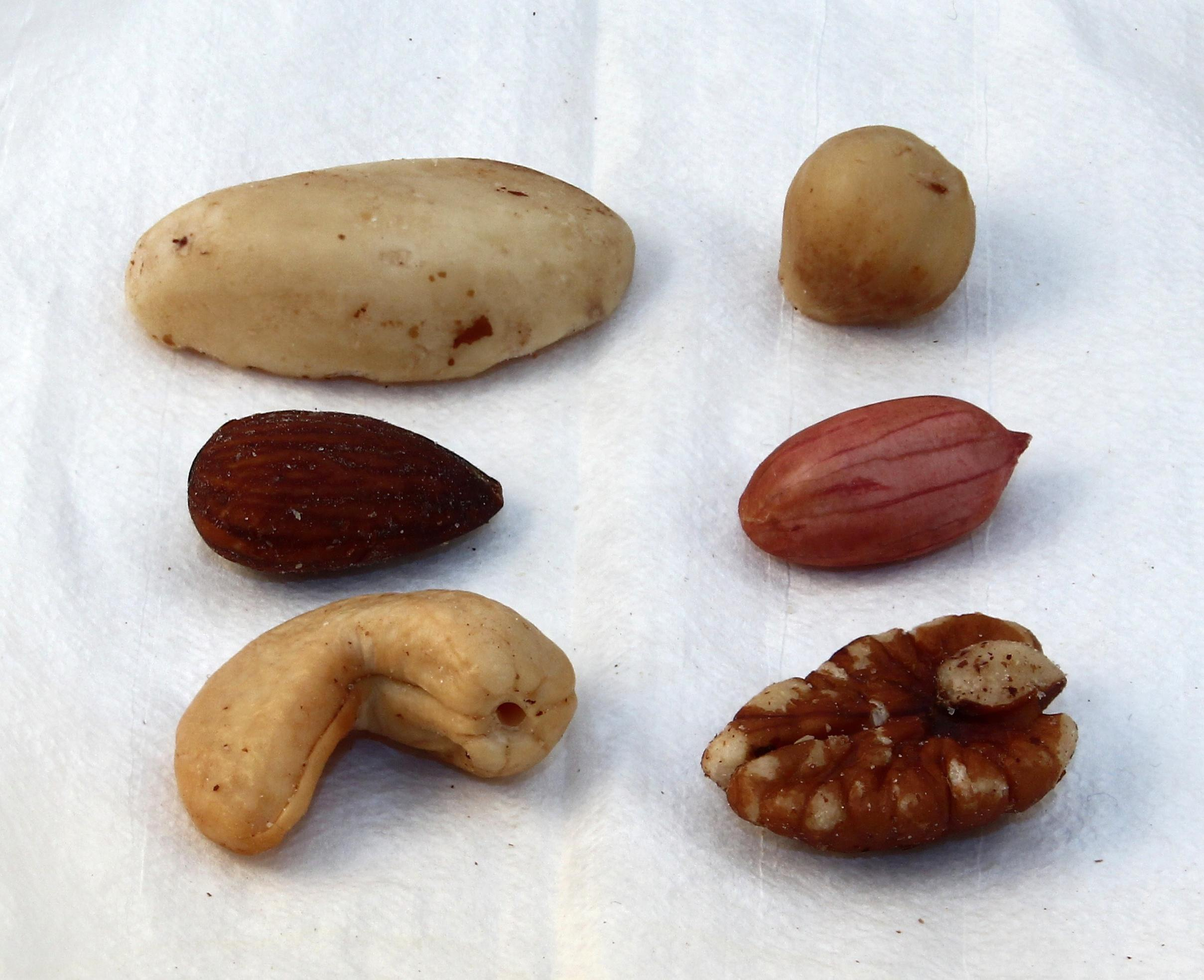
Ejemplos de frutos secos: nuez de Brasil, avellana, almendra, anacardo y nuez.

Los frutos secos son llamados así porque todos tienen una característica en común: en su composición natural (sin manipulación humana) tienen menos de un 50 % de agua. No se deben confundir con los productos provenientes de frutas desecadas o deshidratada. En los frutos secos la parte aprovechable no es el fruto en sí sino la semilla.
Los frutos secos son alimentos muy energéticos, ricos en grasas y proteínas, así como en oligoelementos. Según el tipo de fruto seco, también pueden aportar buenas cantidades de vitaminas (sobre todo del grupo B) o ácidos grasos omega 3.

## Listado de frutos secos

### Frutos secos más conocidos
Los frutos secos más conocidos son:
- Almendras
- Anacardos o castañas de cajú
- Avellanas
- Castañas
- Castañas de Pará o nueces de Brasil
- Maní
- Gevuinas o avellanas chilenas
- Nueces de macadamia
- Nueces moscadas
- Nueces
- Nueces de pecán
- Piñones (semillas de algunas especies de pino)
- Pistachos
- Semillas de girasol (denominadas pipas en países como España o Argentina)

### Frutos secos menos conocidos
- Acrocomia aculeata (mbocayá)
- Umbellularia californica (bay-nut o nuez de Laurel)
- Staphylea pinnata (bladdernut)
- Chrysolepis (chincapin)
- Castanopsis cuspidata (shii)
- Pachira aquatica (castaña de Guayana)
- Trapa natans (castaña de agua)
- Xanthoceras sorbifolium (castaña del castaño chino florido)
- Avellanita bustillosii (avellanita chilena)
- Cordeauxia edulis (nuez jeheb)
- Canarium ovatum (almendra Pili)
- Terminalia catappa (almendra malabar)
- Sterculia quadrifida (maní Kurrajong)
- Brachychiton acerifolius (illawarra)
- Krameria lappacea (pacul)
- Elaeocarpus bancroftii (kuranda quandong)
- Cyperus esculentus (chufa)
- Schinziophyton rautanenii (mongongo)
- Jubaea chilensis (coquito)
- Lodoicea maldivica (lodoicea o coco de mar)
- Beilschmiedia tawa (tawa)
- Torreya nucifera (kaja)
- Ginkgo biloba (ginkgo)

## Gastronomía
Los frutos secos se suelen emplear en la gastronomía, un ejemplo sencillo suele ser en ensaladas donde acompañan a las verduras (en algunos países[cita requerida] se denominan coloquialmente «piedras») y los aperitivos que se sirven en algunos lugares, así como los potajes de la cocina persa y los aromáticos postres de la cocina árabe.
Algunos de los aromas a frutos secos que se pueden apreciar en los vinos blancos y tintos no provienen de la adición de estos frutos al vino, sino a la maduración que ha logrado el sabor.

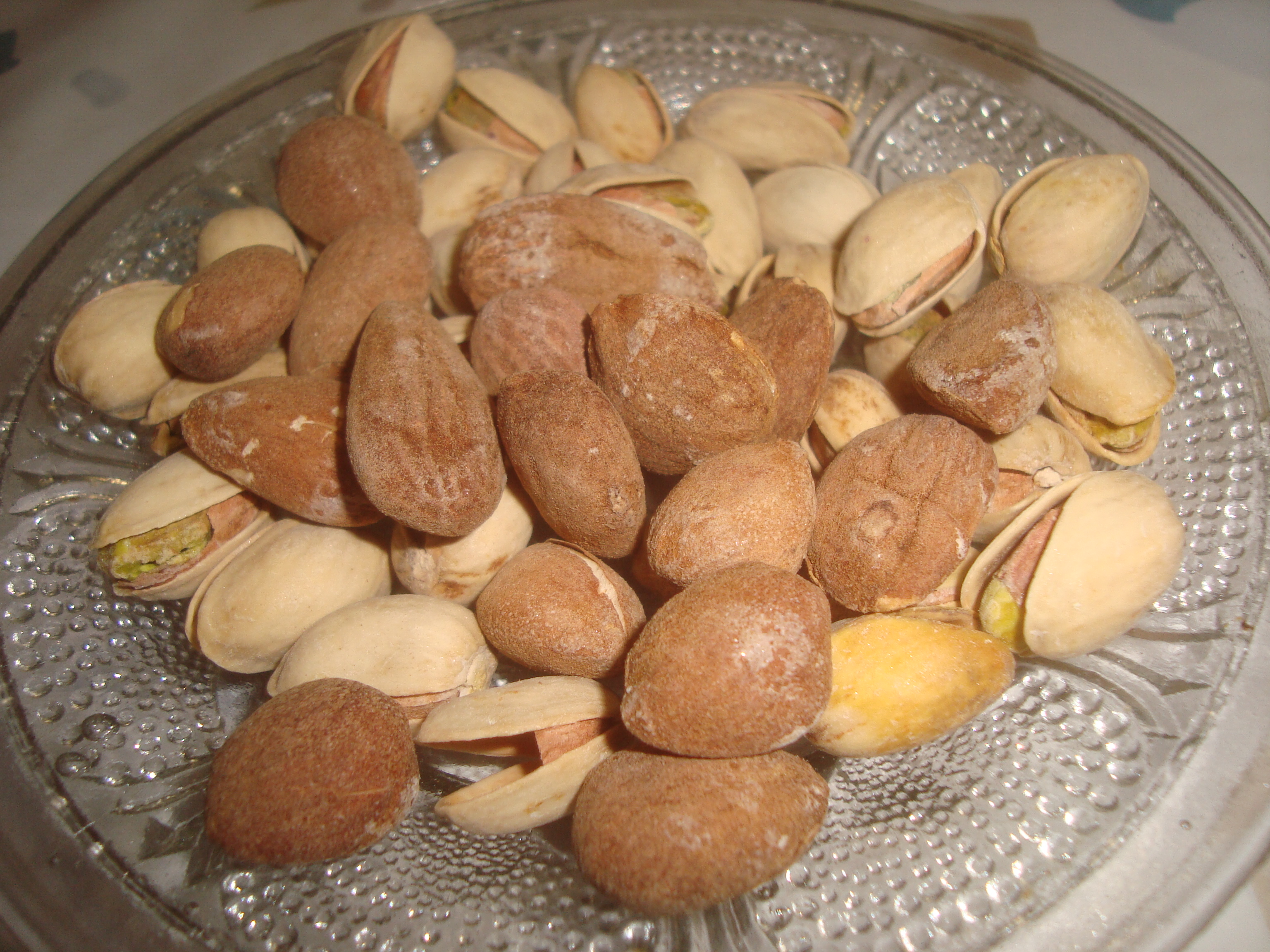
Tapa-aperitivo de frutos secos de almendras y pistachos (España).

## Salud
Las propiedades y compuestos alimenticios que poseen los convierten en herramientas valiosas para la medicina preventiva. Son ricos en ácido graso insaturados, junto con los pescados azules y los aceites vegetales antes de ser calentados, en especial, en la fritura.
Los frutos secos son muy ricos en algunos elementos beneficiosos para la salud, por ejemplo todos ellos contienen cantidades apreciables de vitamina E, que tiene propiedades antioxidantes. Poseen la mayoría de las vitaminas B, todas estas vitaminas unidas a la cantidad de sales minerales fundamentadas en metales tales como el fósforo, el magnesio, el cobre, el hierro, etc. Los convierten en un alimento muy apropiado para aquellas personas vegetarianas que quieran prescindir de aporte cárnico a sus platos.
Algunos metales tales como el selenio y el zinc presentes en los anacardos y en las nueces de Brasil promueven la fertilidad masculina, ya que se ha observado una producción menor de espermatozoides asociada a dietas bajas en estos metales.
El contenido en calcio hace que sean en algunos casos sustitutivos de la leche en aquellas personas que presentan intolerancia a la lactosa o son veganas. La ingestión de frutos secos ayuda a prevenir la osteoporosis (enfermedad que produce una debilidad de los huesos por falta de calcio).
Los frutos secos que más calcio tienen son las almendras (240 mg/100 g) las nueces de Brasil (170 mg/100 g) y las avellanas (140 mg/100 g).
Los frutos secos son ricos en fibras y su ingesta produce un tránsito rápido de alimentos por el tracto intestinal y una dieta rica en frutos secos previene del estreñimiento y de enfermedades intestinales como la diverticulosis. La fibra tiene como misión retrasar la absorción de azúcar, lo que permite disponer de la energía progresivamente y durante más tiempo sin que sea convertida a grasas.
Casi todos los frutos secos contienen un gran aporte calórico y de hidratos de carbono, quizás la menor corresponda a las castañas, que contienen de media casi 500 kcal/100 g. Por esta razón está muy aconsejado para las personas que realizan esfuerzos físicos prolongados tales como los atletas. No son, sin embargo, recomendables en las dietas hipocalóricas, por lo general, debido a su alto contenido calórico, pero sí en pequeñas cantidades. Se les atribuyen buenas propiedades para reducir el colesterol (por los ácidos omega 3) y buenos en situaciones de esfuerzo intelectual (por el fósforo).
Es importante acotar que los frutos secos pueden desencadenar reacciones alérgicas en personas muy sensibles, por lo cual estas personas deben evitar consumirlos (principalmente los cacahuetes, almendras, nueces, castañas o avellanas). También suelen producir fermentaciones en el intestino, provocando flatulencias.

## Enlaces fuera de Wikipedia
- Wikimedia Commons alberga una galería multimedia sobre Fruto seco.

- Datos: Q3320037
- Multimedia: Nuts as food / Q3320037